# Rhionaeschna vigintipunctata
Rhionaeschna vigintipunctata är en trollsländeart som först beskrevs av Friedrich Ris 1918.  Rhionaeschna vigintipunctata ingår i släktet Rhionaeschna och familjen mosaiktrollsländor. Inga underarter finns listade i Catalogue of Life.